# O cvrčkovi
O cvrčkovi je československý koprodukční volný cyklus animovaných filmů z roku 1979 vysílaný v rámci večerníčku v březnu roku 1983. Vyrobily Krátký film Praha, Studio Bratři v triku a Westdeutscher Rundfunk.
Námět a scénář zpracovali J. A. Novotný, Jiří Stránský a Zdeněk Miler, který se současně věnoval režii a zabezpečil i výtvarnou stránku seriálu. Kameramanmi byli Emil Strakoň a Dana Olejníčková. Hudbu složil Vadim Petrov. Bylo natočeno 7 epizod, v délce cca 5 až 6 minut.

## Synopse
Hlavním hrdinou je Cvrček, který se setkává v seriálu se svými přáteli tesaříkem, ježkem, čmelákem, chrobákem, ale i s nepřáteli pavoukem a chroustem…

## Vysílání po celém světě
- Disney Channel (1988-1997), USA Network
- France 2
- Yle TV1
- Westdeutscher Rundfunk, DDR Fernsehen, KiKA
- TVP1
- HRT 1

## Seznam dílů
1. Cvrček a pavouk
2. Cvrček a housličky
3. Cvrček a stroj
4. Cvrček a pila
5. Cvrček a basa
6. Cvrček a bombardón
7. Cvrček a slepice

## Další tvůrci
- Animace: Ladislav Kouba, Jiří Michl, Věra Marešová, Josef Hekrdla, Zdenka Kocurová, Jana Frolíková, Zdena Bártová, Adolf Hamrlík
- Výtvarník: Zdeněk Miler